# Академия Санта-Чечилия
Национальная академия Святой Цецилии (Академия «Санта-Чечилия»; итал. Accademia Nazionale di Santa Cecilia) — государственный комплекс (fondazione) концертных организаций, образовательных учреждений искусств, издательств, музеев и библиотек в Риме. Наиболее известны среди них консерватория Санта-Чечилия и оркестр Национальной академии Санта-Чечилия. Название отсылает к Святой Цецилии — небесной покровительнице музыкантов.
Как академия существует с 1838 года, причём функции и состав учреждений неоднократно менялись. Список действительных и почётных членов включает в себя знаменитых композиторов и исполнителей многих стран.

## История
Своей предшественницей и академия, и консерватория считают основанную в 1585 году в Риме по указу папы Сикста V Конгрегацию римских музыкантов (итал. Congregazione de' musici di Roma). В задачи конгрегации, считавшей своей покровительницей Святую Цецилию, поначалу входило готовить церковных певчих и инструменталистов. С начала XVII века она объединила крупнейших композиторов и исполнителей, сыграв значительную роль в формировании национальной итальянской композиторской школы.
В 1585—1622 годах конгрегация базировалась в церкви Святой Марии и Мучеников, более известной как Пантеон. Позже конгрегация пребывала в церквях Сан-Паоло-алле-Тре-Фонтане (1622—1652), Санта-Чечилия-ин-Трастевере (1652—1661), Сан-Никола деи Чезарини (1661—1663), Ла-Маддалена (1663—1685) и, наконец, с 1685 года — в Сан-Карло-аи-Катинари.
В течение первого века существования конгрегация была мастерской ряда известных музыкантов и композиторов того времени, в том числе Джованни Пьерлуиджи да Палестрины и Луки Маренцио. В начале XVIII века Академия пережила свой расцвет: среди имён, связанных с её деятельностью в этот период, были Арканджело Корелли, Алессандро и Доменико Скарлатти, Никколо Йоммелли, Бальдассаре Галуппи и Паскуале Анфосси. В 1716 году папа Климент XI постановил, что все музыканты должны практиковаться в Риме и стать членами конгрегации. В период наполеоновских войн Академия приостановила деятельность, возобновив её в 1822 году.
В 1838 году конгрегация Св. Цецилии официально провозглашена академией, а затем Папской академией. Среди действительных и почётных членов академии в этот период были Керубини, Меркаданте, Доницетти, Россини, Паганини, Обер, Лист, Мендельсон, Берлиоз, Гуно, Мейербер и другие известные музыканты.

До 1870 года академия соперничала с другим крупным музыкальным учреждением папского Рима — хором Сикстинской капеллы. В XIX веке в академии произошли существенные перемены. Так, если раньше её членами были только композиторы, в 1870 году открылось членство для представителей иных художественных профессий: музыкантов-исполнителей, танцоров, поэтов, музыковедов, мастеров музыкальных инструментов и издателей. 

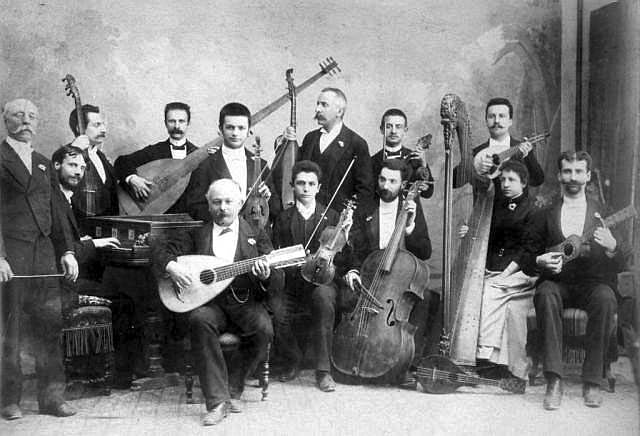
Музыканты академии в 1889 году

В 1877 году в состав академии вошёл музыкальный лицей, который в 1923 году был преобразован в «Консерваторию Санта-Чечилия», выделившуюся из Академии в автономное государственное образовательное учреждение (расположено по адресу Via dei Greci, 18); см. Консерватория Санта-Чечилия.
В 1895 году при академии были образованы хор и симфонический оркестр.

## Современное состояние
В современный состав Академии Санта-Чечилия входят симфонический оркестр, хор, «Библиомедиатека» (Bibliomediateca), курсы высшего исполнительского мастерства, музей музыкальных инструментов «Муза», Школа драматического искусства имени Э. Дузе, центр экспериментального кино, издательства музыковедческих журналов «Rivista degli Archivi di Etnomusicologia», «Studi Musicali» и другие.
В библиотеке академии, основанной в 1877 году, хранится коллекция ценных старинных музыкальных рукописей и изданий. После оцифровки музыкальных архивов, с целью их онлайнового отображения в мультимедийной библиотеке (медиатеке), в 2005 году учреждение получило название «Библиомедиатека».
Историческое здание академии располагается на via Vittoria (дирекция, курсы высшего исполнительского мастерства). С 2002 г. база симфонического оркестра и хора, музей музыкальных инструментов, медиатека и основные концертные залы находятся в мультифункциональном комплексе «Аудитория. Музыкальный парк» (Auditorium Parco della Musica, на Viale Pietro de Coubertin), разработанном архитектором Ренцо Пиано.

## Почётные члены
- Клаудио Монтеверди
- Джироламо Фрескобальди
- Джакомо Кариссими
- Алессандро Скарлатти
- Доменико Скарлатти
- Луиджи Керубини
- Муцио Клементи
- Гаспаре Спонтини
- Никколо Паганини
- Джоаккино Россини
- Гаэтано Доницетти
- Джузеппе Верди
- Джакомо Пуччини
- Артуро Тосканини
- Отторино Респиги

Иностранные почётные члены
- Рихард Вагнер
- Ференц Лист
- Феликс Мендельсон
- Клод Дебюсси
- Морис Равель
- Камиль Сен-Санс
- Джордже Энеску
- Пауль Хиндемит
- Артюр Онеггер
- Франсис Пуленк
- Бенджамин Бриттен
- И. Ф. Стравинский
- А. К. Глазунов
- С. В. Рахманинов
- С. С. Прокофьев
- Д. Д. Шостакович
- А. И. Хачатурян
- Д. Ф. Ойстрах